# Республиканское и гражданское движение
Республика́нское и гражда́нское движе́ние (фр. Mouvement républicain et citoyen) — французская политическая партия. Основана в 1993 году Жан-Пьер Шевенманом, который покинул Социалистическую партию из-за противоречий по отношению к войне в Персидском заливе, а также к Маастрихсткому договору. Лидер партии — Жан-Люк Лоран, Шевенман сохранил статус почётного председателя.

## История
До 2002 года партия носила название «Движение граждан» (фр. Mouvement des citoyens), несмотря на выход из Социалистической партии, «Движение граждан» поддержала кандидатуру Лионеля Жоспена на президентских выборах 1995 года. Принимала участие в правительственной коалиции «Плюралистической левой» («Левое множество»), в которую также входили Социалистическая партия, Коммунистическая партия, Зелёные, Радикальная партия левых.
В рамках президентских выборов 2002 года Шевенман переименовал партию в «Республиканский полюс» (фр. Pôle républicain). «Полюс» включал в себя широкий спектр политиков с крайне разнородным политическим прошлым: радикалов, голлистов, социалистов. На этих выборах Шевенман получил 1 518 528 голосов и 6 место. На парламентских выборов 2002 года, партия смогла получить 1 мандат.
С 2003 года партия получила название «Республиканское и гражданское движение». Из-за того, что партия меняла своё название три раза, её считают тремя разными партиями. Но несмотря на это, эти партии являются частью одной.
Во время президентских выборах 2007 года поддержали кандидатуру Сеголен Руаяль от Социалистической партии.
На выборах в Национальное собрание 2007 года сам Шевенман не сумел вернуть себе утраченный в 2002 году парламентский мандат, однако входящий в партию левый голлист Кристиан Ютен выиграл голосование по 12-му избирательному округу департамента Нор, получив 63,95 % голосов, и стал единственным представителем ГРД в Национальном собрании.
На выборах в Европарламент 2009 года партия не смогла провести не одного представителя. К тому же, из-за провала переговоров с Соцпартией и формировавшимся вокруг Компартии Левым фронтом она не поддержала ни один из левых списков.
В Сенате входили в состав группы Коммунистическая партия Франции — Республиканское и гражданское движение, но в 2008—2011 годах их единственный сенатор Шевенман числился в Европейском демократическом и социальном созыве — группе, по иронии судьбы, традиционно считающейся наиболее проевропейской. Однако на последних выборах в Сенат не смогли провести одного представителя.
Шевенман выдвинул свою кандидатуру для участия в президентских выборах 2012 года, однако 1 февраля 2012 года он её снял.

## Программа
Республиканское и гражданское движение придерживается неопределённых левых взглядов, основанных на идеологии социал-демократии, популизма, евроскептицизма, патриотизма и антиамериканизма. Требует полномасштабной реиндустриализации Франции. Самого Шевенмана ещё с 1980-х называют «неоякобинцем» или «последним якобинцем», намекая на его верность принципам унитарной республики.